# Pastorale (insegna liturgica)

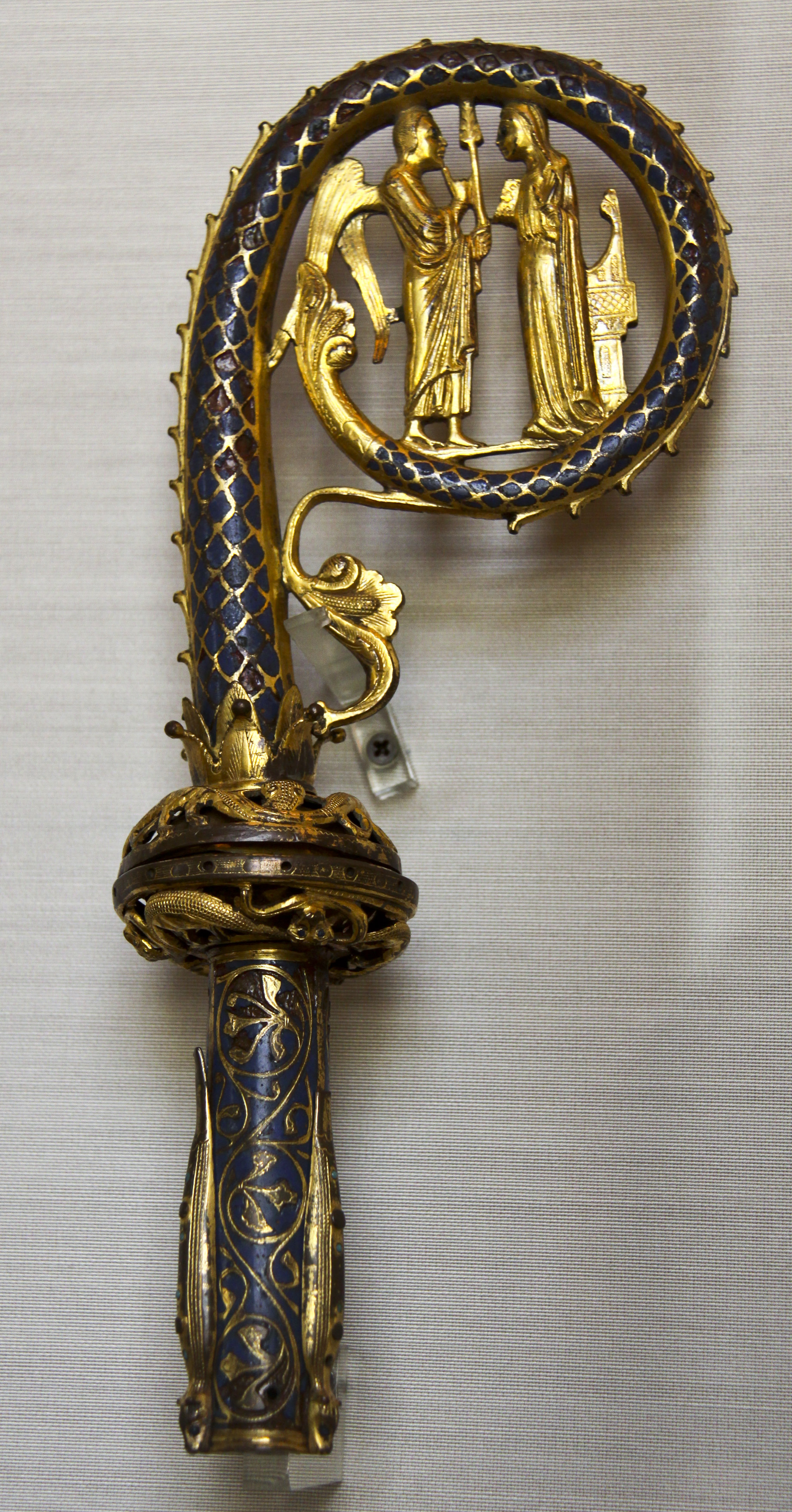
Punta di pastorale, arte limosina del XIII secolo

Il pastorale, chiamato anche bastone pastorale, oppure baculo, o per esteso baculo pastorale, oppure più raramente vincastro, è un bastone dall'estremità ricurva e spesso riccamente decorata, usato dal vescovo nei pontificali e nelle cerimonie più solenni; è simbolo della dignità e autorità episcopale. È in uso presso varie chiese cristiane a ordinamento episcopale, tra cui la Chiesa cattolica, l'ortodossa, l'anglicana e la luterana. Nella Chiesa cattolica, esso è uno delle quattro insegne episcopali.

## Origine e significato

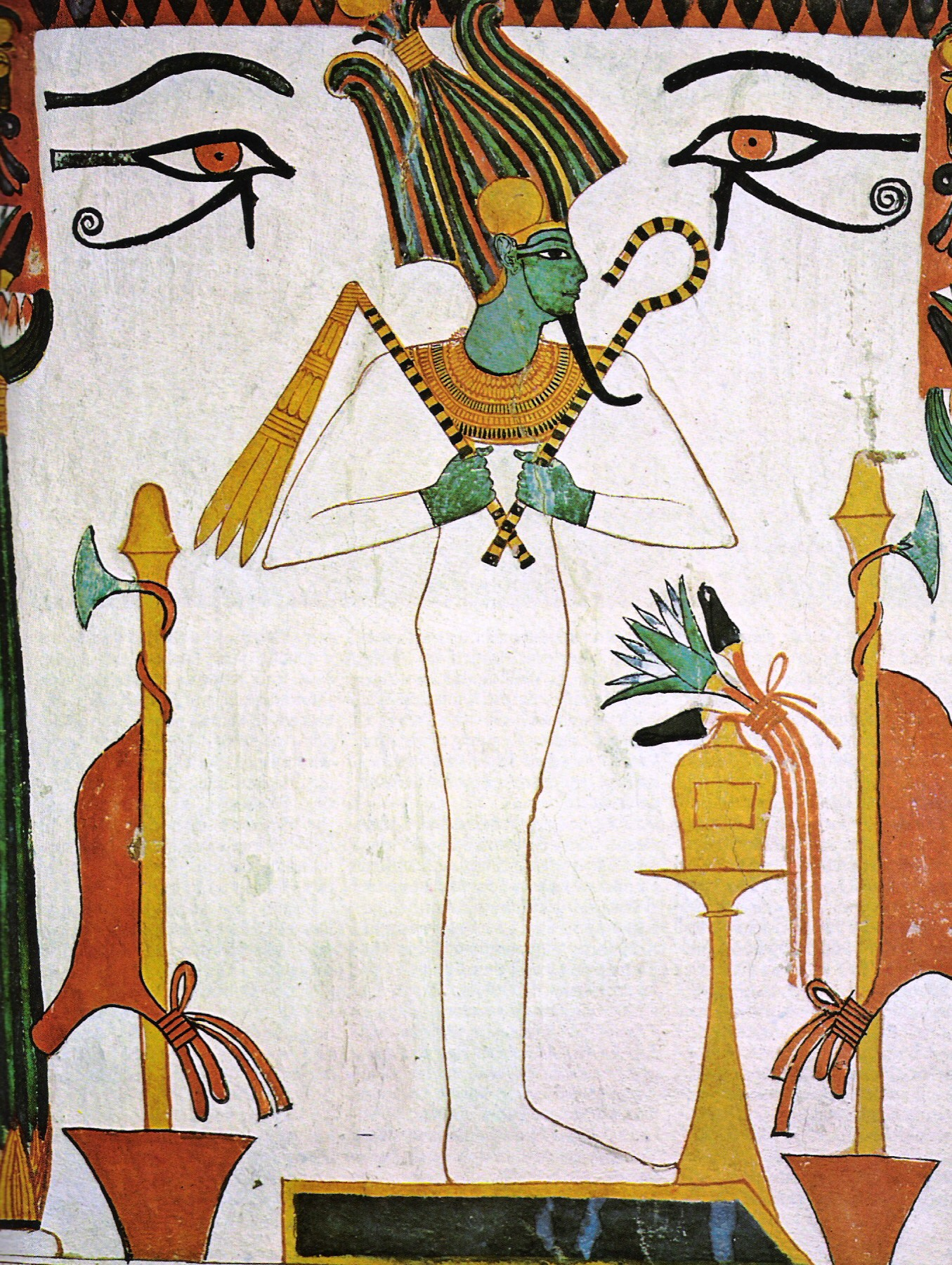
Osiride con pastorale e flagello

Il vero bastone dei pastori, in uso fin dalle prime civiltà, ha un'estremità arcuata con cui essi possono spingere gli animali ed eventualmente afferrarli per il collo senza ferirli; all'occorrenza difenderli da aggressori. Tale oggetto venne caricato di simboli fin dalla primissima antichità, infatti lo si trova ad esempio tra gli attributi che reggono in mano in faraoni, assieme al flagello (altro strumento per il governo del bestiame, che è assimilabile al moderno frustino). Presso gli Etruschi e nell'antica Roma in vari culti religiosi era utilizzato un bastone ricurvo in cima: il lituo.
Tale simbolo a Roma fu riutilizzato nel nascente mondo cristiano, basandosi anche su riferimenti evangelici come quello in cui Gesù che si autodefinisce "Buon Pastore". Come simbolo quindi della funzione di cura della fede e della morale sulla porzione di popolo cristiano affidata a un vescovo, il bastone veniva consegnato al momento dell'investitura, nel rito di ordinazione. Oltre al vescovo poteva essere emblema anche di altri prelati, come gli abati e le badesse.
Secondo sant'Ambrogio, il bastone pastorale deve essere al fondo appuntito per spronare i pigri, nel mezzo diritto per condurre i deboli, in alto ricurvo per radunare gli smarriti.
Dal punto di vista artistico il bastone cristiano assunse forme più elaborate almeno dal periodo dell'arte ottoniana, quando l'estremità ricurva divenne una spirale ("riccio"), e gradualmente sempre più ornata. A seconda del materiale (legno, osso, avorio o metallo, spesso prezioso) il decoro poteva consistere in intagli, intarsi, incisioni, sbalzi, decori a smalto, inserti di pietre, perle o cristallo, pitture e apposizione di figurette.
Una classe a parte è costituita dai bastoni pastorali a tau, cioè cruciformi, in uso dall'età preromanica e romanica.

## Utilizzo

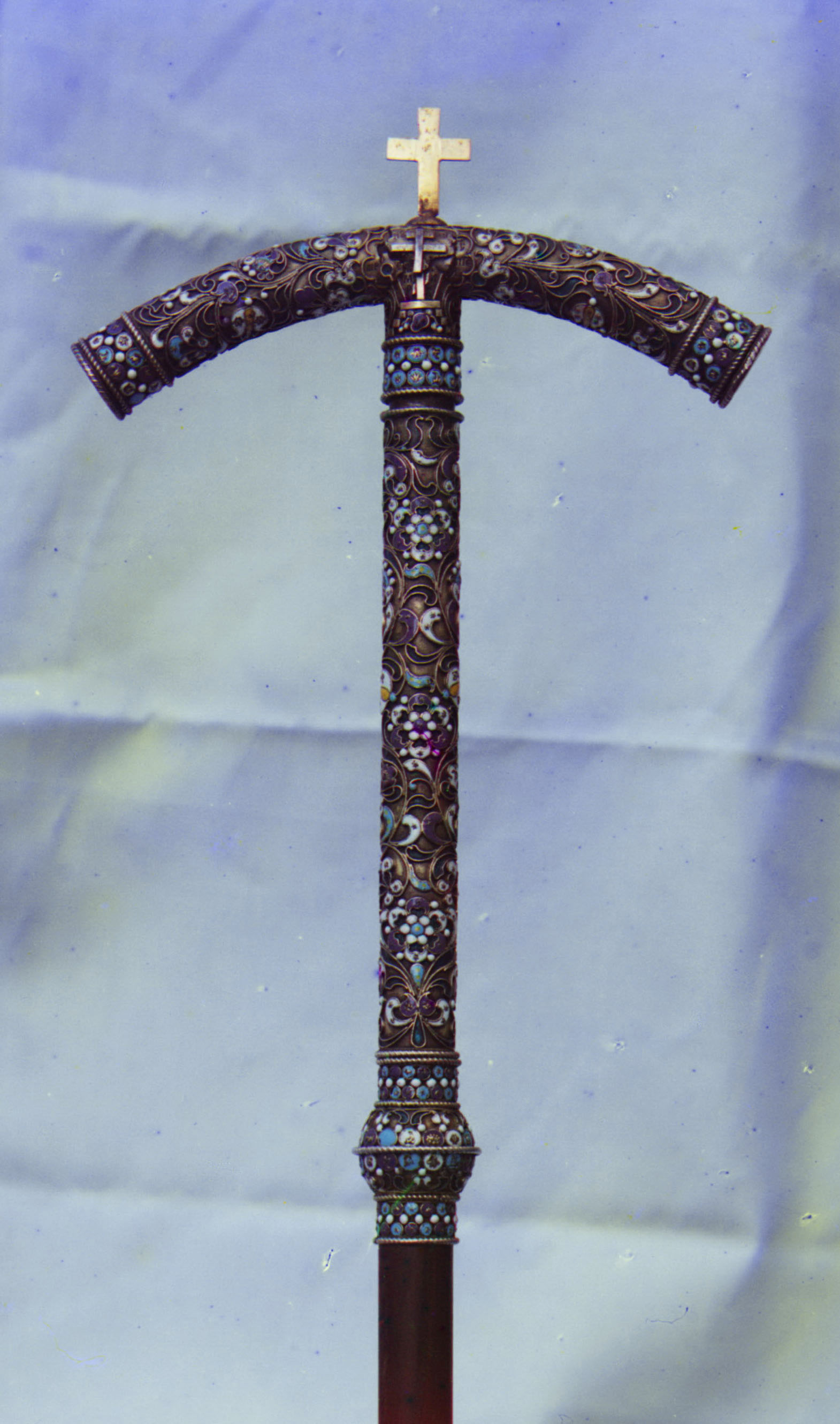
Pastorale a tau della Chiesa ortodossa

Data questa simbologia, che richiama il legame forte tra il pastore e il suo popolo, il Vescovo può usare il pastorale solo all'interno dei confini della propria diocesi, mentre non potrebbe usarlo qualora presiedesse delle liturgie in un altro territorio. Il pastorale, cioè, è legato alla missione del Vescovo nei confronti dei suoi fedeli, e non all'episcopato in genere (come è, invece, il caso delle altre insegne episcopali, anello, croce pettorale, mitria, che si portano sempre). Per questa ragione esiste una particolare tradizione iconografica legata alla rappresentazione del pastorale nell'arte, ad esempio nel caso di santi vescovi: il bastone ha la curva rivolta in avanti o verso il centro solo quando è impugnato da titolare della chiesa o della diocesi, mentre è rivolto indietro in tutti gli altri casi. Ad esempio nel Trittico di San Giovenale di Masaccio san Giovenale vescovo, a cui era dedicata la chiesa in cui si trovava originariamente la pala, ha il bastone rivolto in avanti, mentre san Biagio lo tiene all'indietro.
Oltre ai vescovi, il privilegio del pastorale è riservato agli abati, in quanto responsabili della cura delle anime di quella realtà extraterritoriale al mondo che è il tradizionale monastero benedettino.
Le parti della messa in cui il vescovo porta il pastorale sono:
- Processione d'ingresso;
- Proclamazione del Vangelo;
- Omelia;
- Eventuale amministrazione di sacramenti e sacramentali;
- Benedizione finale;
- Processione di congedo.

Paolo VI introdusse nelle processioni solenni l'uso di un particolare crocifisso con le quattro estremità della croce incurvate in avanti.

## Galleria d'immagini

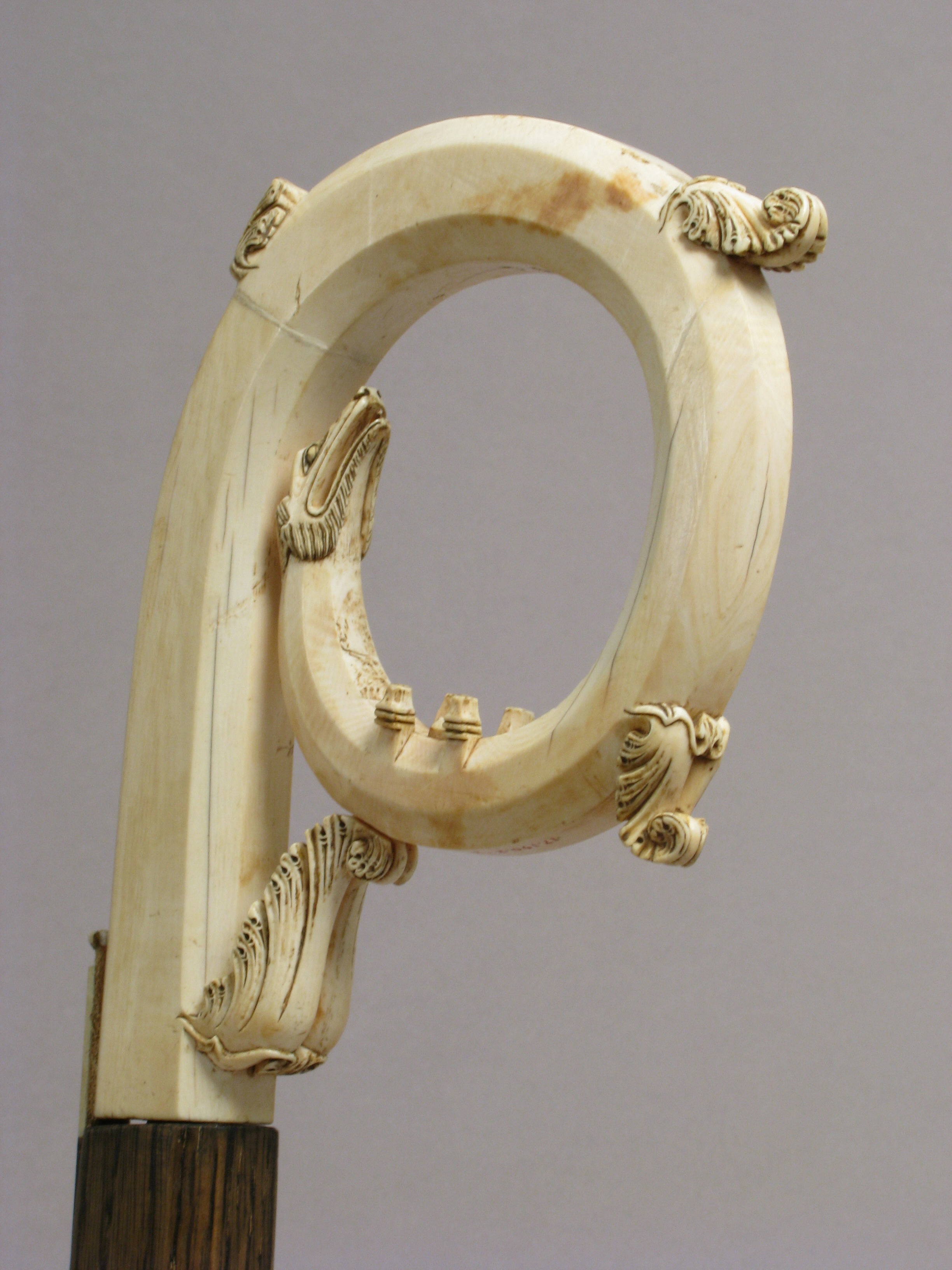
Punta di pastorale, XII o XIII secolo
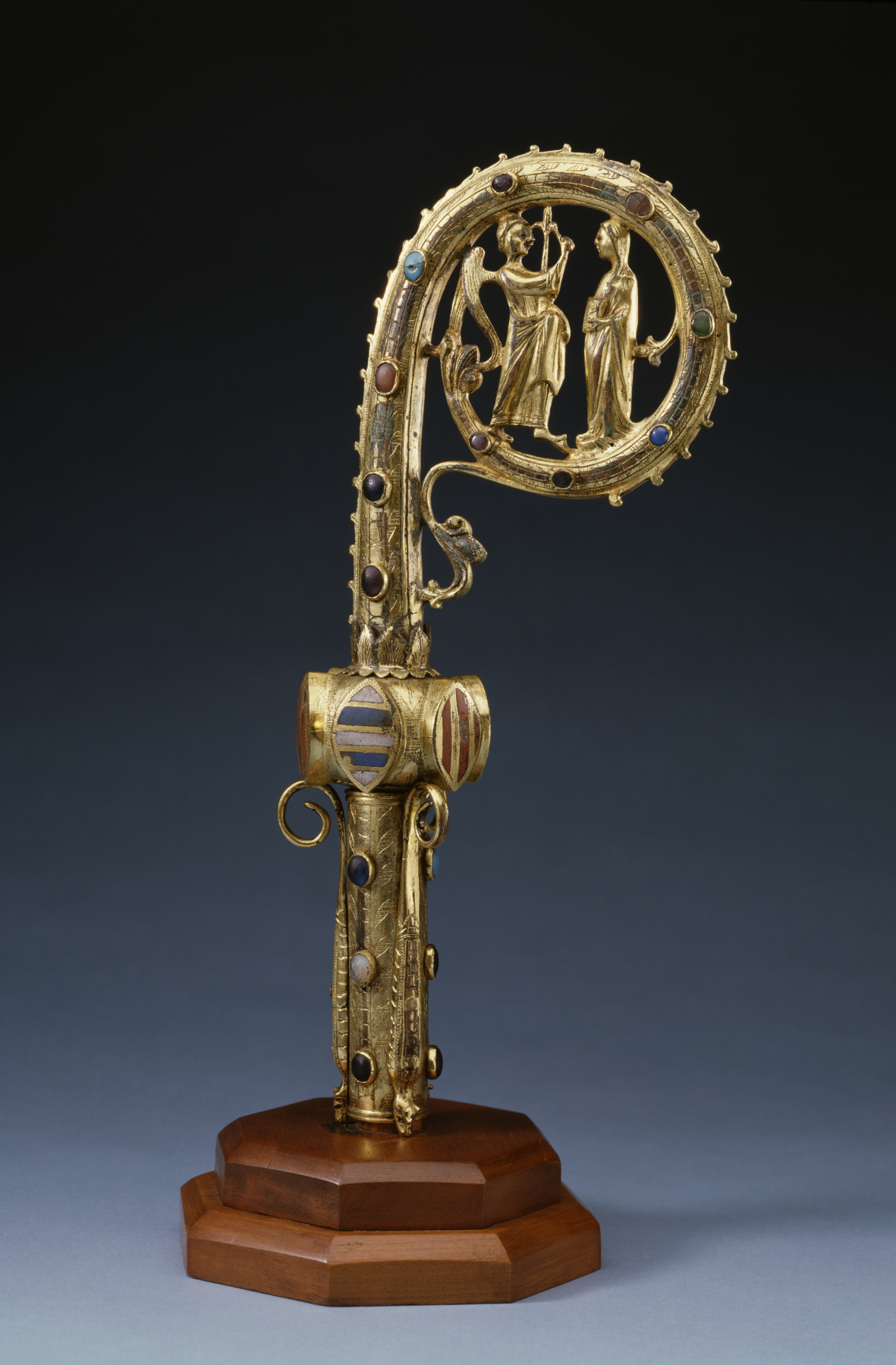
Punta di bastone pastorale, Francia, XIV secolo
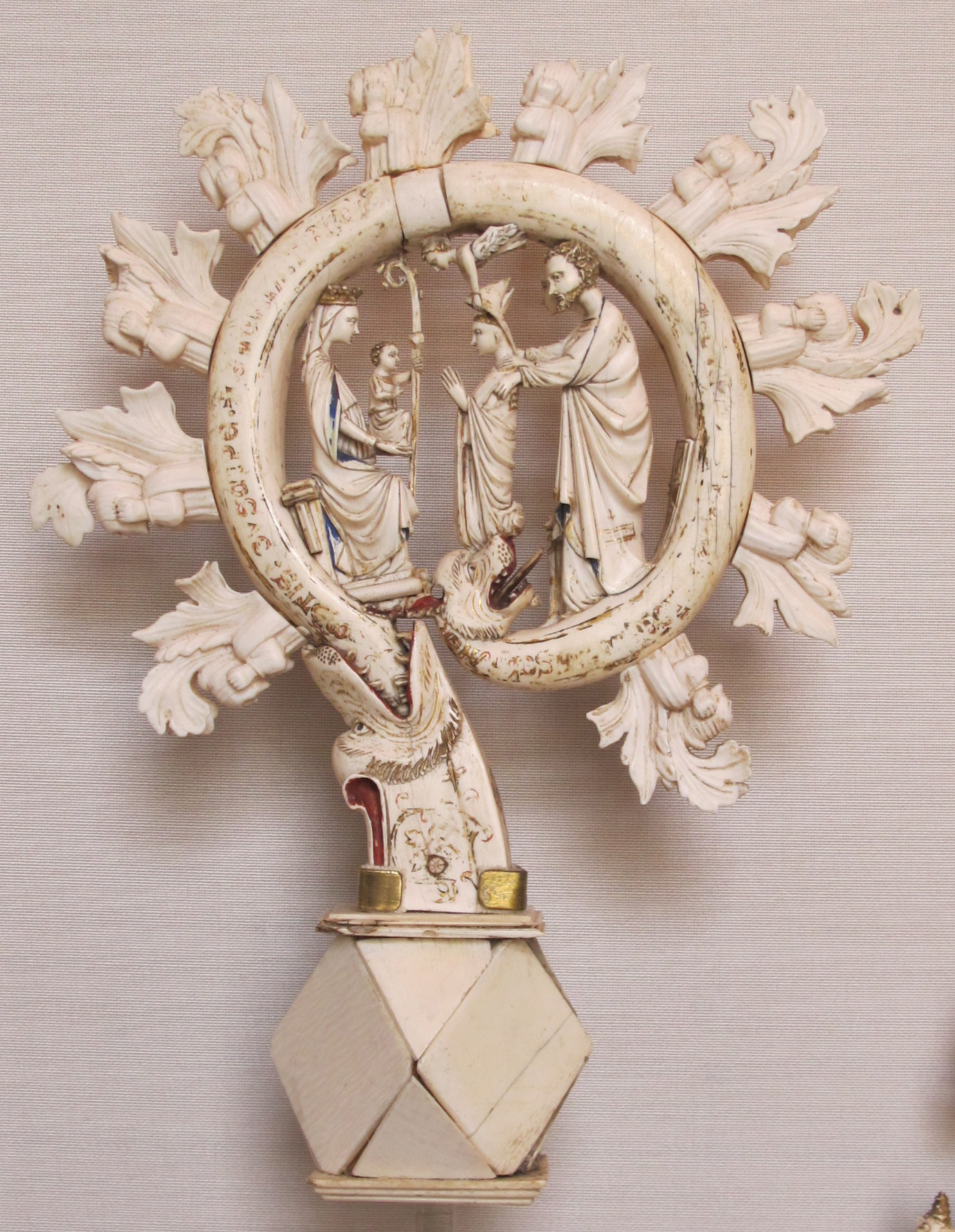
Punta di bastone pastorale, Italia, XIV secolo
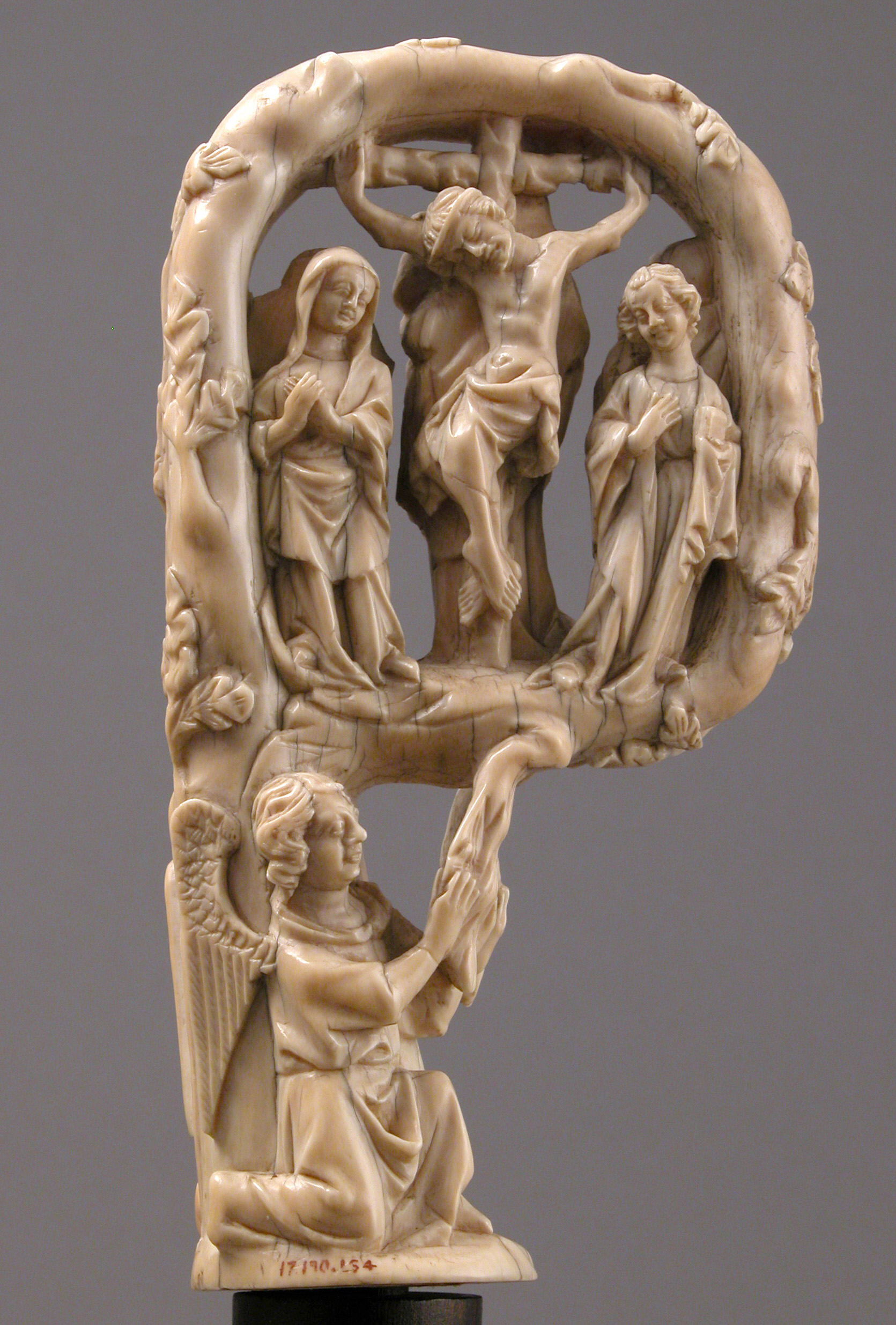
Punta di pastorale, seconda metà XIV secolo circa
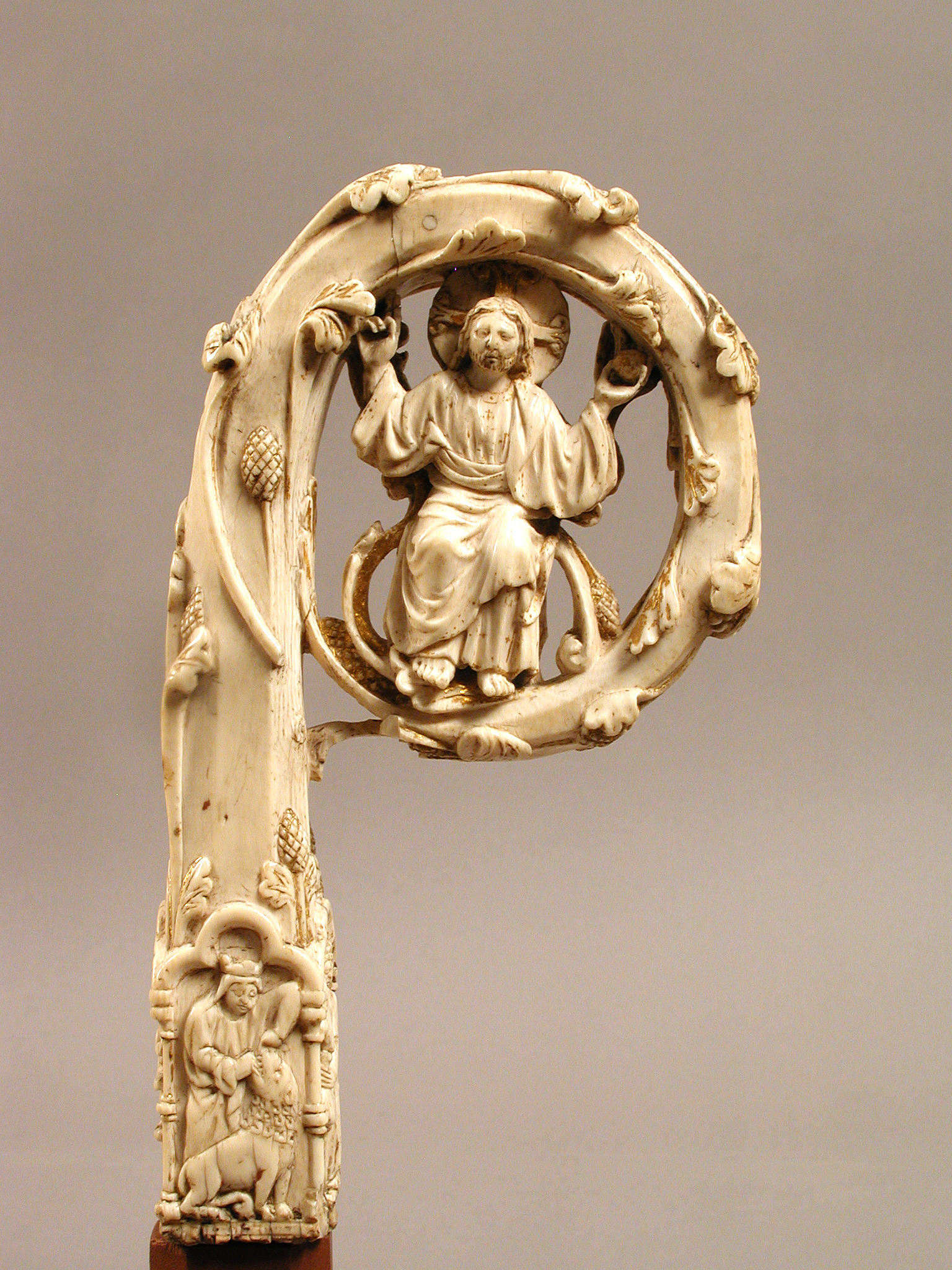
Punta di pastorale, seconda metà XIV secolo circa
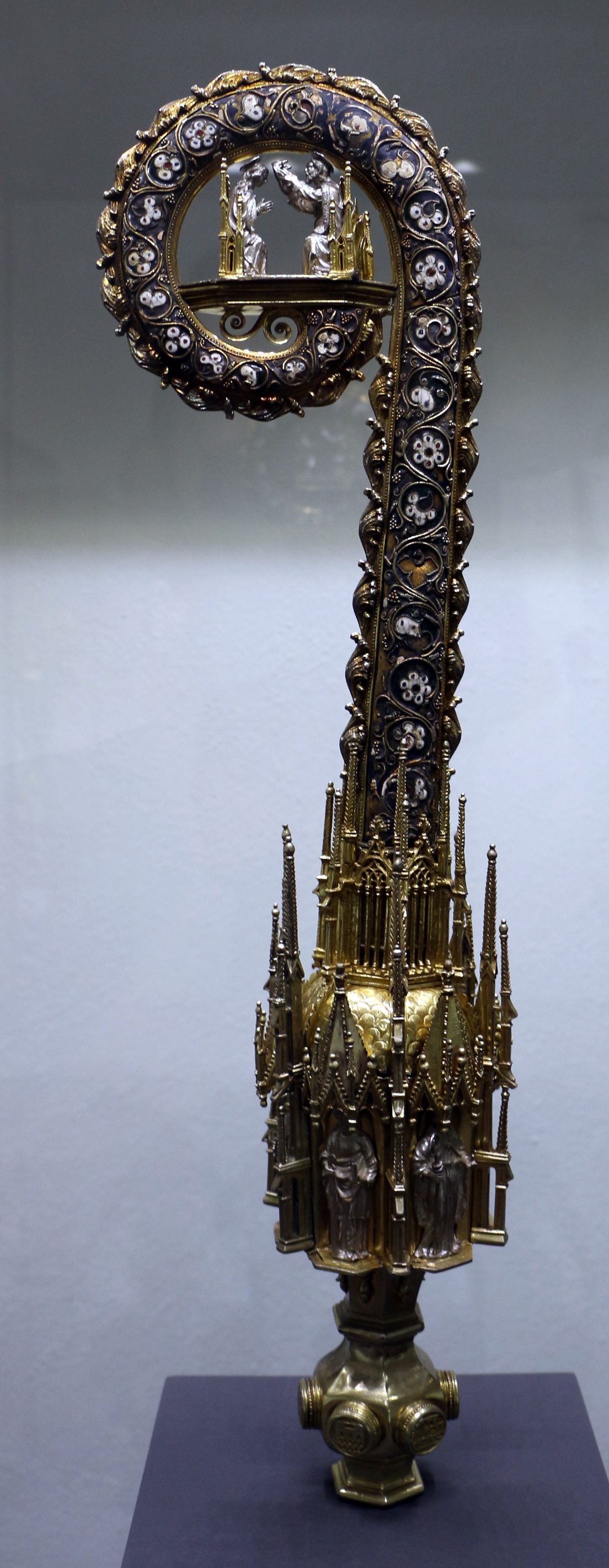
Punta di pastorale dell'arcivescovo Antonio De Ricci, XV secolo
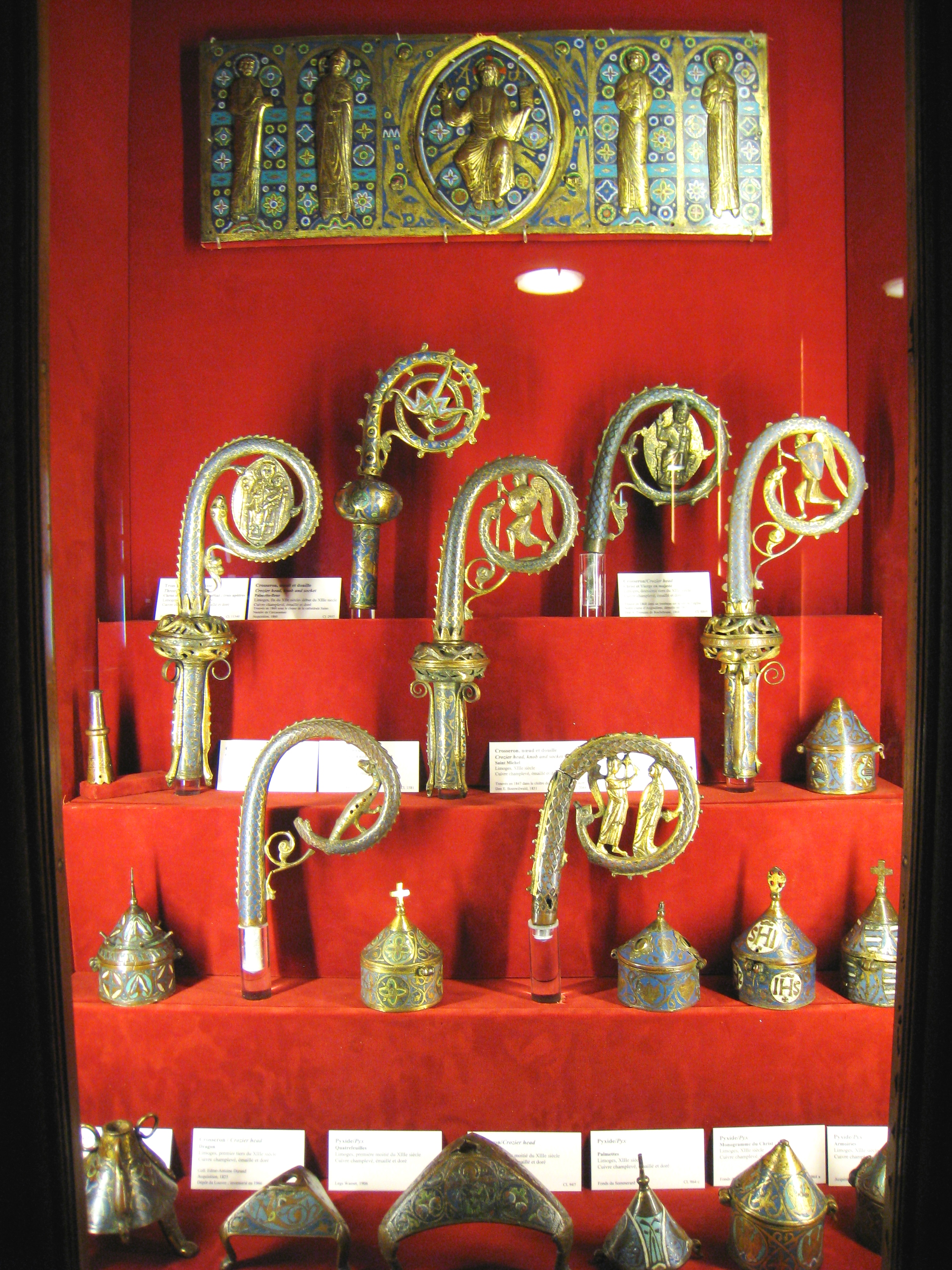
Punte di pastorali medievali esposte al museo di Cluny
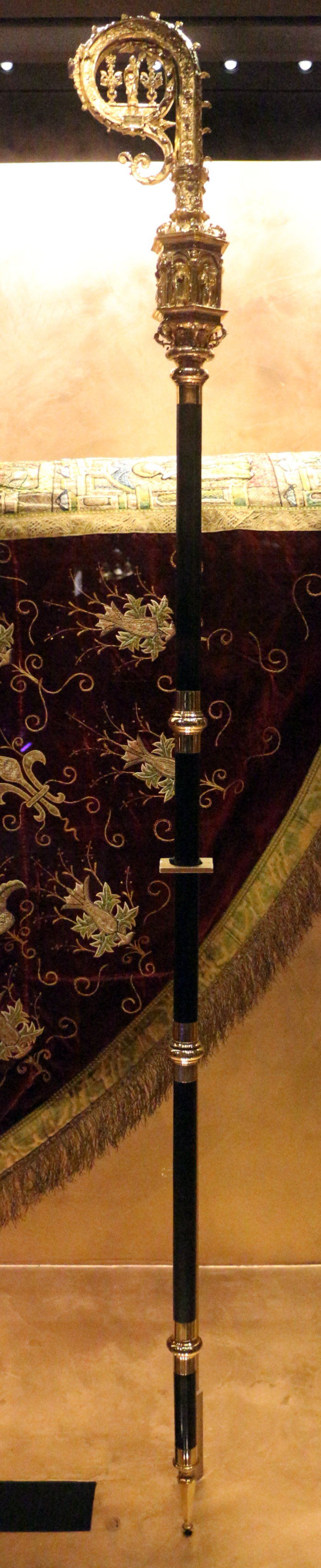
Bastone pastorale di Egidio de Monte, vescovo di Deventer, XVI secolo
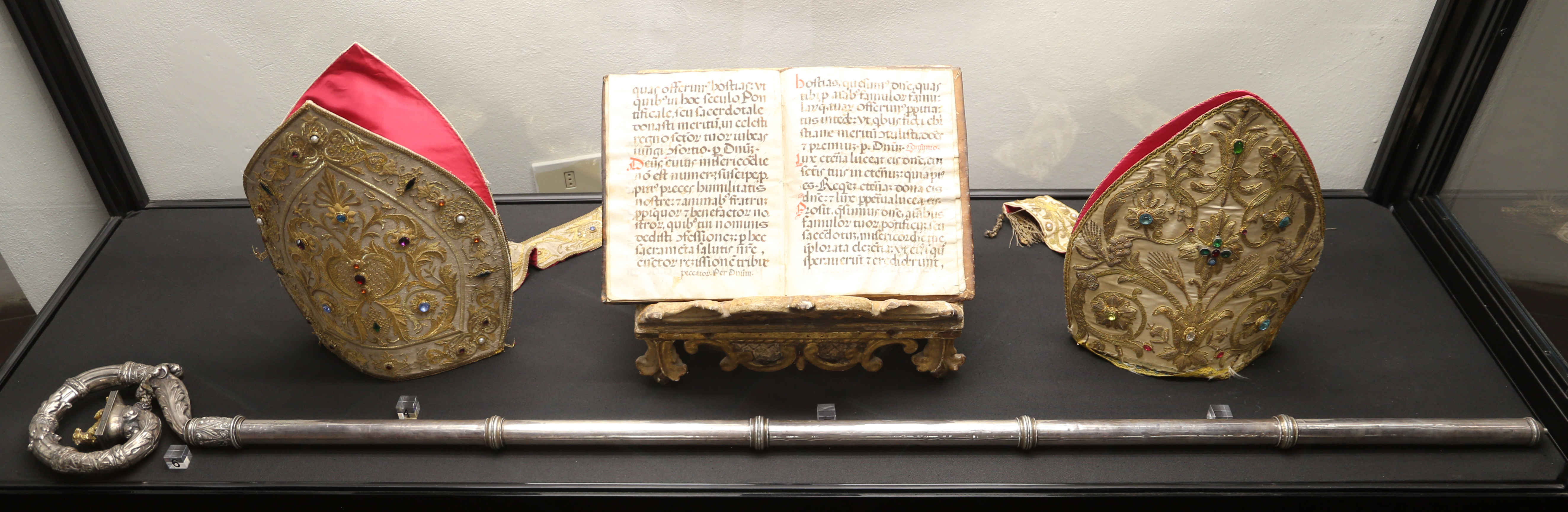
Bastone pastorale in argento del XVII secolo e due mitre
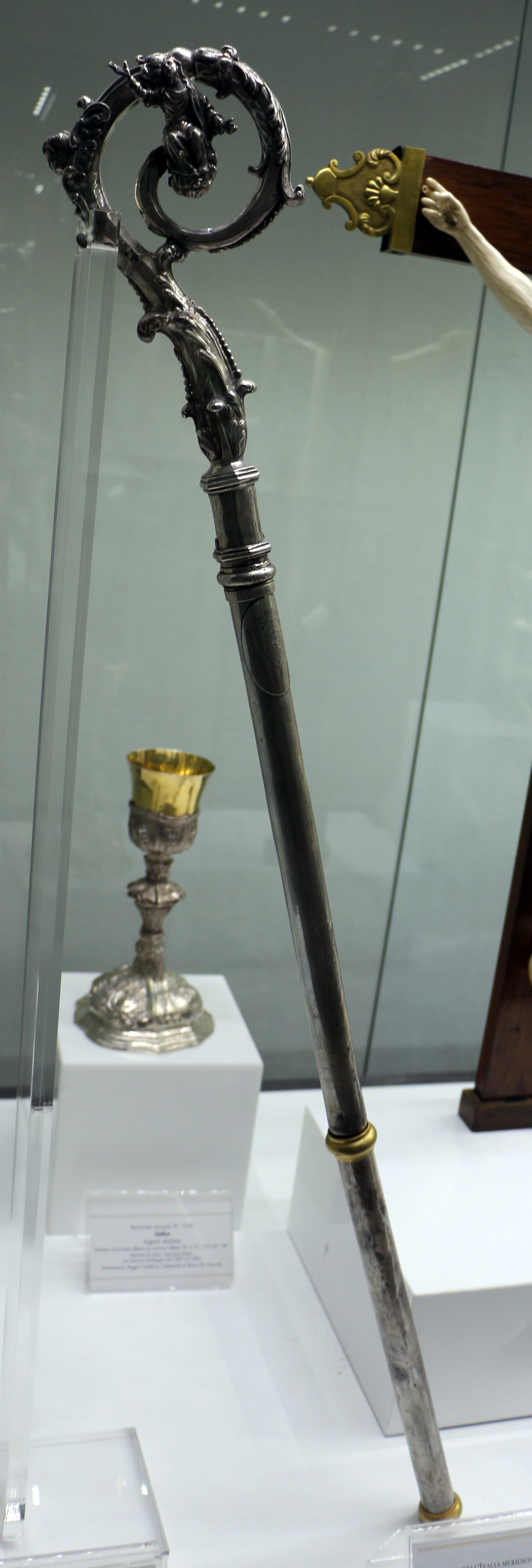
Bastone pastorale del XVIII o XIX secolo
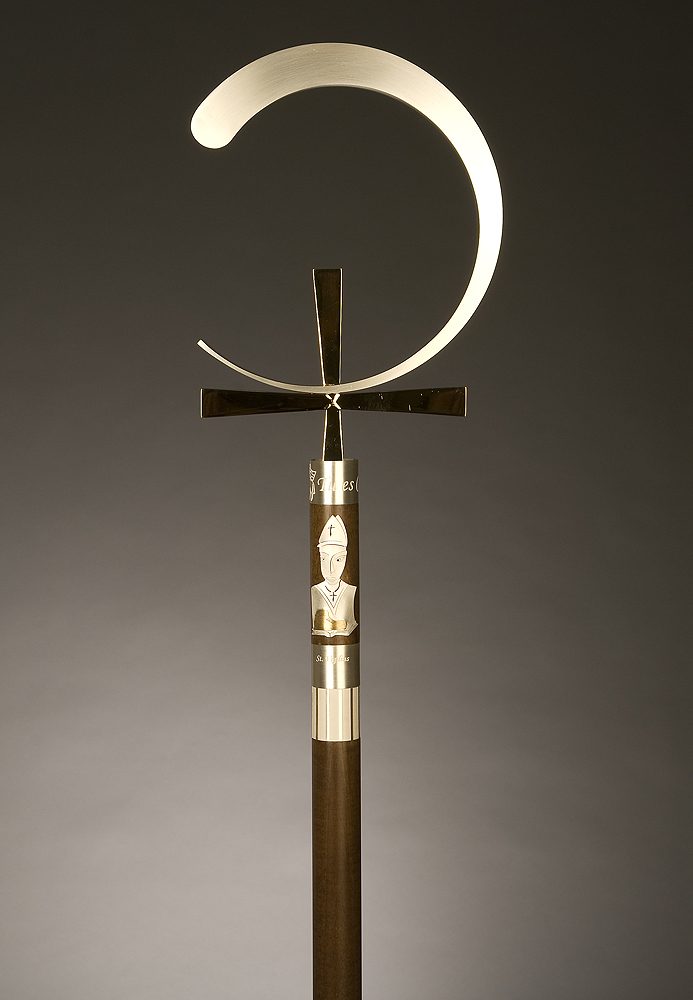
Punta di pastorale moderno, appartenente a mons. Ivo Muser
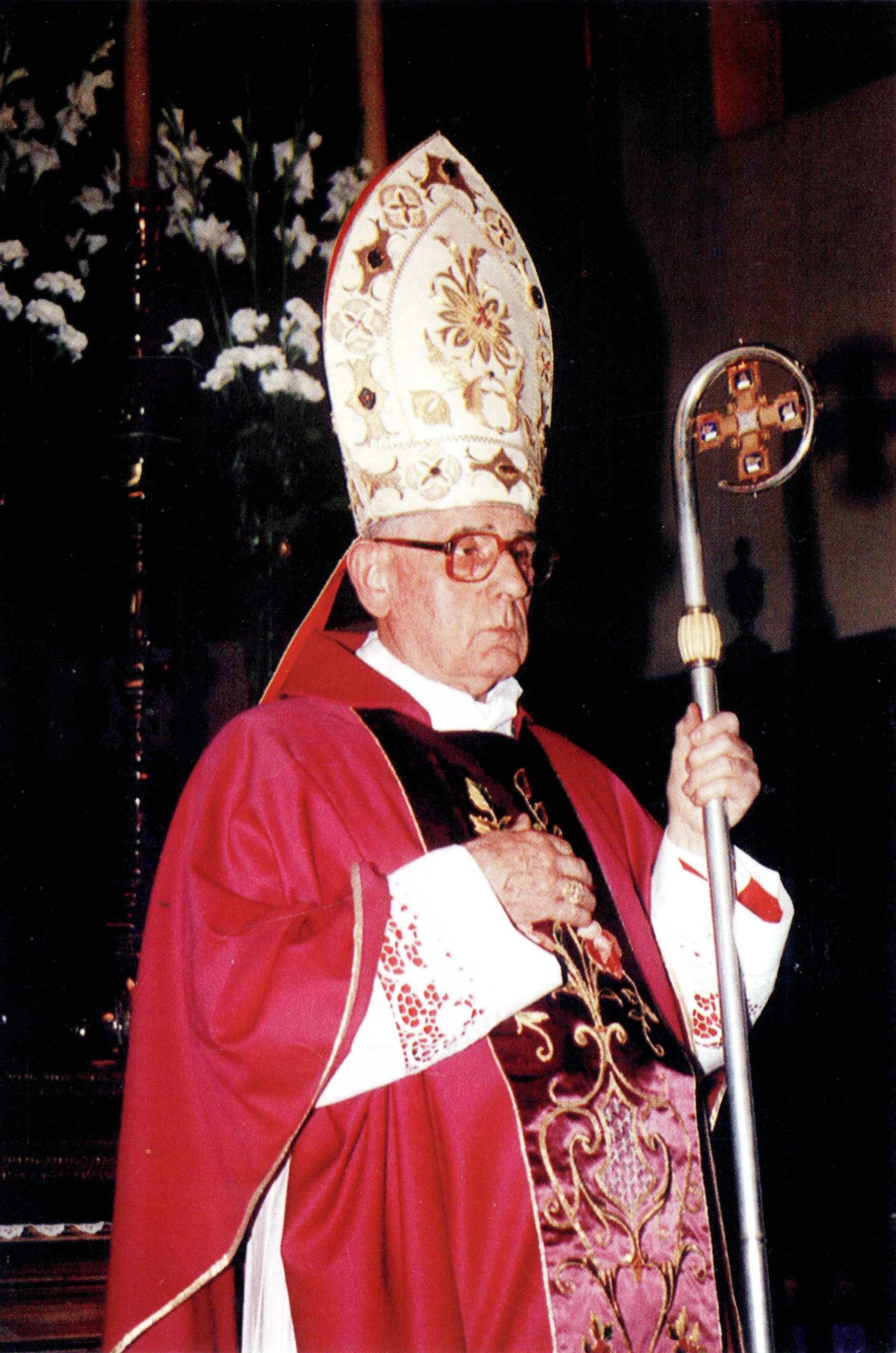
Mons. Marcello Rosina impugna il pastorale durante una celebrazione eucaristica

## La ferula

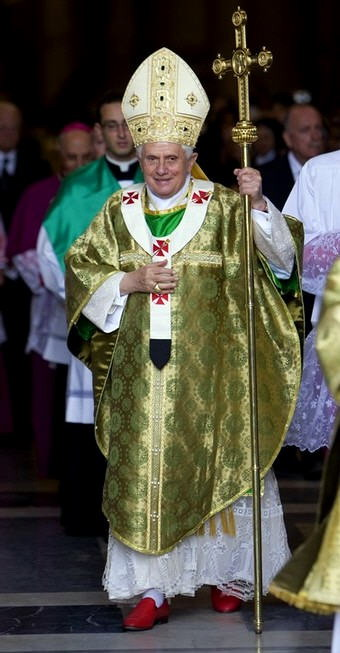
Papa Benedetto XVI impugna la ferula di papa Pio IX il 5 ottobre 2008, in occasione dell'apertura della XII assemblea generale ordinaria del Sinodo dei vescovi

Da notare il particolare pastorale del papa, detto ferula: invece di essere ricurvo, all'estremità superiore è dotato di una croce. Al pontefice spetterebbe in realtà, come pastorale, la croce papale tripla, ossia un bastone con all'estremo una croce a tre braccia, usata l'ultima volta da Giovanni Paolo II nel Giubileo del 1983.